# 4 of a Kind
4 of a Kind — четвёртый студийный альбом американской кроссовер-трэш группы D.R.I. выпущенный в 1988 году. В этом альбоме продолжилась тенденция метализации звучания, начатая в альбоме Crossover (1987). Также на песню «Suit and Tie Guy» был снят клип.

## Список композиций
1. «All for Nothing» — 3:56
2. «Manifest Destiny» — 2:38
3. «Gone Too Long» — 2:20
4. «Do the Dream» — 2:36
5. «Shut-Up!» — 2:47
6. «Modern World» — 4:22
7. «Think for Yourself» — 4:43
8. «Slumlord» — 1:53
9. «Dead in a Ditch» — 0:49
10. «Suit and Tie Guy» — 3:44
11. «Man Unkind» — 5:29

## Участники записи
1. Спайк Кэссиди — гитара
2. Курт Брехт — вокал
3. Феликс Гриффин — ударные
4. Джош Пэппи — бас